# Mary Ludwig Hays McCauley
Mary Ludwig Hays (Trenton, 13 ottobre 1744 – Carlisle, 22 gennaio 1832) è stata una patriota statunitense che combatté nella guerra d'indipendenza americana nella battaglia di Monmouth.
Assimilata alla figura di Molly Pitcher, è probabile che la leggenda sia un amalgama di più di una donna vista sul campo di battaglia quel giorno.

## Vita e carriera militare
Mary Ludwig nacque a Trenton, nel New Jersey, nell'America britannica. C'è qualche disputa sulla sua data di nascita, ma un identificativo nel cimitero dove è sepolta riporta la sua data di nascita come il 13 ottobre 1744. Aveva una famiglia di dimensioni modeste che includeva suo fratello maggiore Johann Martin e i loro genitori Maria Margaretha e Johann George Ludwig. È probabile che non abbia mai frequentato una scuola o imparato a leggere, poiché l'istruzione era poco diffusa tra le ragazze di quel tempo.
Suo padre morì nel gennaio 1769 e sua madre sposò John Hays nel giugno successivo. All'inizio del 1777 Molly sposò il barbiere William Hays a Carlisle, in Pennsylvania, il quale fu un artigliere nella battaglia di Monmouth nel 1778 come mostrato dai registri dell'esercito continentale. Il dottor William Irvine organizzò un boicottaggio dei prodotti britannici come protesta contro il Tea Act il 12 luglio 1774 in una riunione nella chiesa presbiteriana a Carlisle, e il nome di William Hays appare in un elenco di persone che erano state accusate di avervi partecipato.

### Valley Forge
Nel 1777 William Hays si arruolò nella quarta artiglieria della Pennsylvania di Proctor, che divenne la quarta artiglieria di Proctor dell'esercito continentale. Durante l'inverno del 1777 Molly Hays raggiunse il marito al campo invernale dell'esercito continentale a Valley Forge, in Pennsylvania. Faceva parte di un gruppo di donne guidato da Martha Washington, che lavava i vestiti e le coperte e si prendeva cura dei soldati malati e morenti.
All'inizio del 1778 l'esercito continentale si addestrò sotto il barone Friedrich Wilhelm von Steuben. Hays si addestrò come artigliere e Mary e altre persone al seguito dei soldati servirono come portatori d'acqua, trasportando l'acqua alle truppe sul campo. Inoltre gli artiglieri avevano bisogno di una scorta d'acqua per immergere la spugna usata per pulire le scintille e la polvere da sparo dalla canna dopo ogni colpo. È possibile che fu durante questo periodo che Mary ricevette il suo soprannome di Molly Pitcher, poiché le truppe gridavano "Molly! Brocca!" ogni volta che avevano bisogno che lei portasse acqua fresca.

### Battaglia di Monmouth

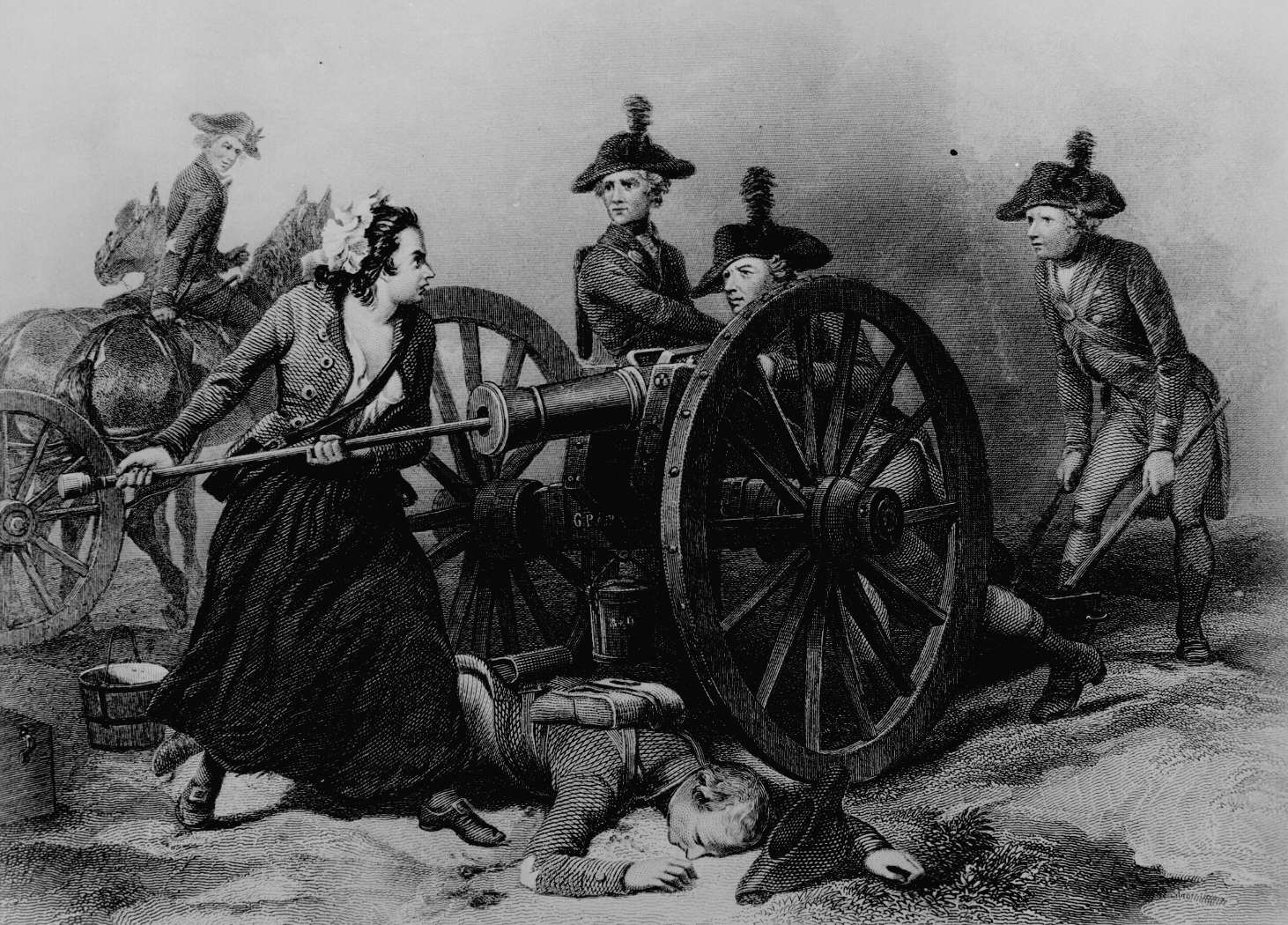
Molly Pitcher nella battaglia di Monmouth, incisione di J.C. Armytage, 1859 circa

Nella battaglia di Monmouth nel giugno 1778 Mary Hays assistette i soldati dando loro l'acqua.
William Hays crollò durante la battaglia, ferito o per la spossatezza causata dal calore della giornata. È stato spesso riferito che fu ucciso nella battaglia, ma ci sono prove del fatto che sopravvisse. Mentre veniva portato via dal campo di battaglia, Mary prese il suo posto al cannone. Ad un certo punto una palla di moschetto inglese o una palla di cannone volò tra le sue gambe e le strappò la parte inferiore della gonna. Lei avrebbe detto "Beh, avrebbe potuto andare peggio" e riprese a caricare il cannone.
La sera i combattimenti furono interrotti a causa della crescente oscurità. Sebbene George Washington e i suoi comandanti si aspettassero che la battaglia continuasse il giorno successivo, le forze britanniche si ritirarono durante la notte e proseguirono per Sandy Hook, nel New Jersey.
Dopo la battaglia il generale Washington chiese della donna che aveva visto caricare un cannone sul campo di battaglia, e per commemorare il suo coraggio emise un mandato a Mary Hays come sottufficiale. In seguito divenne nota come "Sergente Molly", un soprannome che usò per il resto della sua vita.

### Ultimi anni e la morte

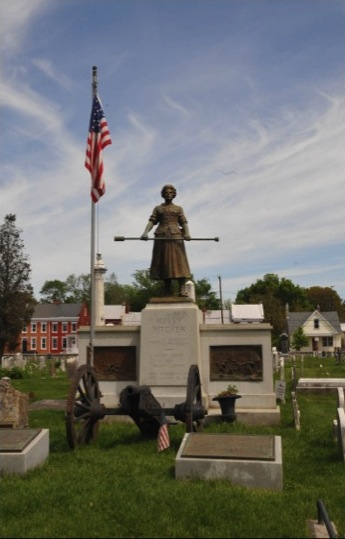
Tomba a Carlisle

Dopo la fine della guerra, Mary Hays e suo marito William tornarono a Carlisle, in Pennsylvania. La coppia diede alla luce un figlio di nome Johannes (o John). William Hays morì nel tardo 1786.
Nel 1793 Mary Hays sposò John McCauley, un altro veterano della guerra rivoluzionaria e forse un amico di William Hays. Secondo quanto riferito, il matrimonio non fu felice a causa del carattere violento di McCauley.
Mary McCauley visse a Carlisle guadagnandosi da vivere come domestica. Era spesso vista per le strade di Carlisle con indosso una gonna a righe, calze di lana e un berretto arruffato. Era molto amata dalla gente del luogo, anche se "spesso imprecava come un soldato".
Il 21 febbraio 1822 il Commonwealth della Pennsylvania assegnò a Mary McCauley una pensione annuale di 40 $ per il suo servizio. Mary morì il 22 gennaio 1832 a Carlisle, all'età di circa 87 anni. È sepolta nel vecchio cimitero di Carlisle con il nome di "Molly McCauley", dove è sita una sua statua in piedi accanto a un cannone.

## La storia di Molly Pitcher
Molly era un soprannome comune per le donne di nome Mary nel periodo rivoluzionario. Le informazioni biografiche su Mary Hays sono state raccolte dagli storici, compreso il suo patrimonio culturale, il nome, l'anno probabile di nascita, i matrimoni, la progenie e il censimento e i documenti fiscali, fornendo un resoconto ragionevolmente affidabile della sua vita. La storica Emily Teipe osserva che le gesta nella storia di Molly Pitcher sono generalmente attribuite a Mary Ludwig Hays. Tuttavia ha anche sottolineato come i registri storici presentino altri possibili nomi troppo numerosi per essere menzionati e sostiene che "il nome Molly Pitcher è un termine generico collettivo", che funge da etichetta comune per le "centinaia, forse migliaia, di donne (che) servirono non solo equipaggiando e sparando con le armi, ma anche nell'esercito e nella milizia coloniale".

## Citazioni letterarie
In uno dei suoi più celebri romanzi, "Il fiore e la fiamma" del 1972, Kathleen E. Woodiwiss, la popolare scrittrice americana nota per il genere Romance, cita Mary Pitcher come Molly della Brocca, attraverso il ricordo del protagonista maschile della storia, che ne loda il coraggio: "Era questo il nome che veniva dato alle donne che aiutavano a portare l'acqua ai soldati americani in battaglia e, in particolare, a una donna che ha dato il suo contributo a tenere le linee contro gli inglesi a Monmouth" (Milano, Casa Editrice Sonzogno, 1978, pag.117)